# Plectroctena
Plectroctena là một chi kiến.

## Các loài
Chi này gồm có các loài sau:
- Plectroctena anops Bolton, 1974
- Plectroctena conjugata Santschi, 1914
- Plectroctena cristata Emery, 1899
- Plectroctena cryptica Bolton, 1974
- Plectroctena dentata Santschi, 1912
- Plectroctena gabonensis Santschi, 1919
- Plectroctena gestroi Menozzi, 1922
- Plectroctena hastifera (Santschi, 1914)
- Plectroctena laevior Stitz, 1924
- Plectroctena latinodis Santschi, 1924
- Plectroctena lygaria Bolton, Gotwald & Leroux, 1979
- Plectroctena macgeei Bolton, 1974
- Plectroctena mandibularis Smith, 1858
- Plectroctena minor Emery, 1892
- Plectroctena strigosa Emery, 1899
- Plectroctena subterranea Arnold, 1915
- Plectroctena ugandensis Menozzi, 1933